# 奧雷島
奧雷島是太平洋島國瓦努阿圖的島嶼，由桑馬省負責管轄，面積58平方公里，最高點海拔高度122米，受熱帶氣候影響，每年平均降雨量約3,000毫米，主要經濟活動有農業和旅遊業，1979年人口332。
15°35′S 167°10′E / 15.583°S 167.167°E